# Saukiidae
A Saukiidae a háromkaréjú ősrákok (Trilobita) osztályának az Asaphida rendjéhez, ezen belül a Dikelokephaloidea öregcsaládjához tartozó család.

## Rendszerezés
A családba az alábbi nemek tartoznak:
- Anderssonella
- Calvinella
- Caznaia
- Danzhaisaukia
- Diemanosaukia
- Eosaukia
- Galerosaukia
- Guangnania
- Hamashania
- Lichengia
- Linguisaukia
- Liquania
- Lophoholcus
- Lophosaukia
- Mareda
- Metacalvinella
- Mictosaukia
- Mictosaukioidia
- Paracalvinella
- Pileaspis
- Platysaukia
- Prosaukia
- Pseudocalvinella
- Saukia
- Saukiella
- Sinosaukia
- Stigmaspis
- Tellerina
- Thailandium
- Wedekindiaspis